# Air Kemuning
Air Kemuning is een bestuurslaag in het regentschap Seluma van de provincie Bengkulu, Indonesië. Air Kemuning telt 880 inwoners (volkstelling 2010).